# Шевченково (Переяслав-Хмельницкий район)
Шевченково (укр. Шевченкове) — село, входит в Переяслав-Хмельницкий район Киевской области Украины.
Население по переписи 2001 года составляло 452 человека. Почтовый индекс — 08462. Телефонный код — 4567. Занимает площадь 2,1 км².

## Местный совет
08462, Київська обл., Переяслав-Хмельницький р-н, с.Шевченкове